# مايك تايلور (لاعب كرة قدم أمريكية بريطاني)
مايك تايلور (بالإنجليزية: Mike Taylor)‏ هو لاعب كرة قدم أمريكية بريطاني، ولد في 21 سبتمبر 1949.